# 世界を騙しつづける科学者たち
『世界を騙しつづける科学者たち』（せかいをだましつづけるかがくしゃたち、原題: Merchants of Doubt）は、アメリカの科学史家ナオミ・オレスケスとエリック・M・コンウェイによる2010年のノンフィクション本である。日本語版は2011年に楽工社から出された。本書では地球温暖化に関する論争と、それ以前の喫煙、酸性雨、DDT、オゾンホールなどに関する科学的論争に共通点があるという指摘がなされている。著者らによると、これらすべての論争において、規制に反対する側は、科学的なコンセンサスが成立した後になっても疑念を喚起して混乱を作り出すことで「論争を終わらせずにおく」という基本戦術を取った。特に、フレッド・サイツとフレッド・シンガーをはじめとする反主流論者の科学者が保守系シンクタンクや民間企業と結託して多くの現代的問題に関する科学的コンセンサスを攻撃してきたとされた。
本書は題材となった人物から批判を受けているが、ほとんどのレビュアーには好意的に受け止められた。あるレビュアーは、本書は徹底的な調査によって裏付けられており、2010年の最も重要な書籍に数えられると評した。別のレビュアーは本書を科学関連書籍の年間ベストに選んだ。2014年にはロバート・ケナー監督により『世界を欺く商人たち（原題: Merchants of Doubt ）』のタイトルで映画化された。

## テーマ

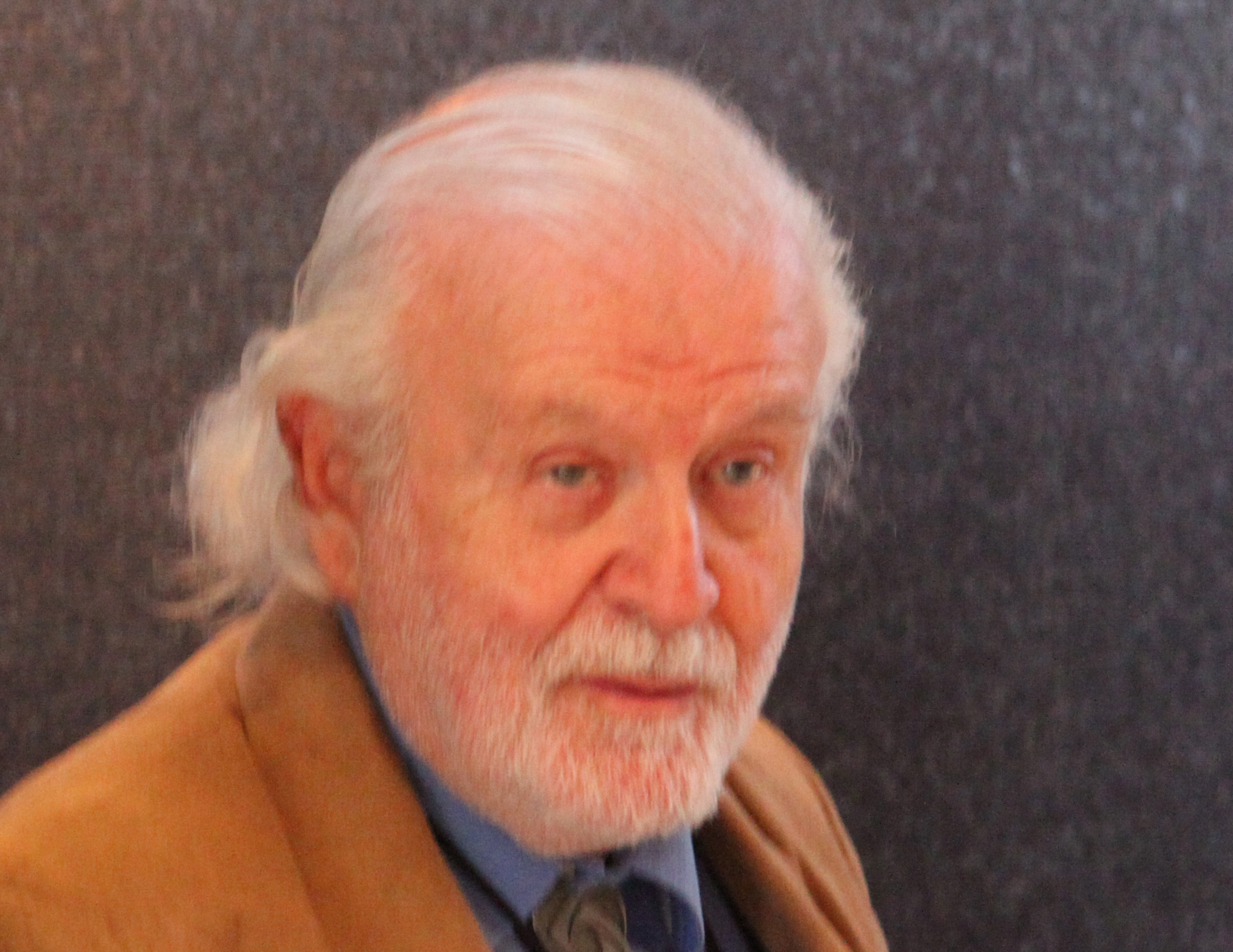
フレッド・シンガー（2011年）。温室効果ガス規制反対派の代表格だった。

オレスケスとコンウェイは、保守的な政治傾向を持つ一握りの科学者が特定の産業界と強く結びついて「論争中の問題に関する議論で不適正な役割を果たした」と書いた。またそれにより引き起こされた「意図的な混乱」が世論や政策決定に影響したといっている。
本書の原題 Merchants of Doubt（疑念の商人たち）は、ウィリアム・ニーレンバーグ、フレデリック・サイツ、フレッド・シンガーを筆頭とする、アメリカを中心とする科学界のキーパーソンたちを批判して呼んだものである。この3人はいずれも物理学者であり、シンガーは宇宙と人工衛星の研究に、ニーレンバーグとサイツは原子爆弾の開発に携わっていたが、それぞれ専門の第一線から退いた後に酸性雨、喫煙、地球温暖化、農薬などの分野で活動を行い始めた。本書はこれらの科学者が、喫煙の有害性、酸性雨の影響、オゾンホールの存在、人間活動に由来する気候変動の存在など各分野の科学的コンセンサスに異論を唱えてその影響力を削いだと主張している。サイツとシンガーは米国のヘリテージ財団、企業競争研究所、ジョージ・C・マーシャル研究所のような諸団体に関与している。これらの団体は企業や保守系財団から資金提供を受けて米国市民に対する様々な国家干渉や規制に対抗してきた。本書はそれらのケースで共通して取られた戦術を「科学の信用を傷つけ、虚偽の情報をまき散らし、混乱を広げ、疑念を喚起させる」と総括した。
本書によれば、サイツ、シンガー、ニーレンバーグ、ロバート・ジャストロウらはいずれも激烈な反共主義者であり、政府による規制を社会主義と共産主義への第一歩とみなしていた。ソビエト連邦が崩壊すると、彼らは自由市場資本主義を脅かす新たな脅威を探し求め、環境保護主義にそれを見出したのだという。サイツらは環境問題への過剰な反応が政府による強引な市場介入や生活の侵害を呼び込むことを恐れていた。オレスケスとコンウェイは、議論が長引くほどこれらの問題は悪化し、保守派や市場原理主義者が最も恐れる厳しい措置の必要性が高まると述べている。すなわちサイツらは科学的証拠を否認し、引き伸ばし戦略に加担し、それによって彼ら自身が恐れていた状況を招くことになった。
著者らは偽りの真実と本物の科学をメディアが区別できるかについて強い懸念を示している（科学の名において検閲を行うべきだとまでは主張していないが）。一方に偏らず両者の主張を伝えるというジャーナリズムの原則は、著者らによると反主流論者のミスリードを助長することになった。オレスケスとコンウェイはこう述べている。「少数の人々でも大きな負の影響を作り出すことができる。とりわけ彼らが組織され、強い意図を持ち、権力に近い場合には」
本書の最も重要な結論は、反主流論者の「専門家」たちがイデオロギー的な動機によって規制論を支える科学の信用を失墜させようとしなかったなら、政策決定はもっと早く進んだはずだということである。同様の結論はオーストラリアの学者クライブ・ハミルトンによる先行書 Requiem for a Species（2010年）ですでに、特にサイツとニーレンバーグについて引き出されていた。 

## 反響
ほとんどの批評家は本書を「熱烈に」評価した。 
フィリップ・キッチャーは『サイエンス』誌で著者オレスケスとコンウェイを「傑出した歴史家」と呼び、本書を「心が動かされる重要な研究」と評した。本書の論調はニーレンバーグ、サイツ、シンガーに対して厳しすぎるようにも見えるが、キッチャーはそれが「ロジャー・レヴェルやベン・サンターのような卓越した気候学者がマスコミによって利用され、不当な攻撃を受けた経緯を詳らかにしたことで正当化される」と述べている。
ウィル・ブキャナンは『クリスチャン・サイエンス・モニター』への寄稿で、本書が徹底的な調査の下で綿密に書かれており、2010年の最重要書籍に数えられるだろうと述べた。ブキャナンの見るところでは、「疑念の商人たち」が一般に理解されている意味での「客観的な科学者」ではなく、企業に雇われて製品の安全性・有用性を示すために数字を加工する「科学の言葉を使う傭兵」だということは本書によって明らかになった。ブキャナンは彼らがセールスマンであって科学者ではないと書いている。 
バド・ワードは The Yale Forum on Climate and the Media で本書のレビューを公刊した。ワードによると、オレスケスとコンウェイは学者としての徹底的な調査と最上の調査報道を思わせる筆致の組み合わせによって「環境問題と公衆衛生に関する過去の論争が深いところでつながっていたことを解き明かした」という。気候科学に関しては、「著者らによると気候科学の専門性に乏しい科学者の小集団による、著者らがいうところの科学の乱用・悪用に対する蔑み」が包み隠さず表明されていると書いた。
フィル・イングランドは『エコロジスト』で、綿密な調査と、重要な事件に関する詳細な記述が本書の強みだと書いた。しかし同時に、気候変動についての章が50ページしかないことを指摘し、より広い観点から情勢を見渡したい読者のために関連書としてジム・ホガンの Climate Cover-Up、ジョージ・モンビオの Heat: How to Stop the Planet Burning、ロス・ゲルブスパンの The Heat is On および Boiling Point を推薦している。イングランドはまた、地球温暖化に対する否認と疑念喚起を活発に行っているいくつかの団体がエクソンモービルから数百万ドルの資金供与を受けていることがほとんど書かれていないと述べた。
『エコノミスト』のレビューは本書を「力強い本」と呼び、環境問題に関する政治的駆け引きや、科学者が疑念を捏造ないし誇張してきたことを明るみに出した点を評価した。しかし一方で、このような対抗要因があったにもかかわらず、環境問題に対する措置が講じられてきた理由が説明されていないとした。その例として、科学的証拠が乏しかったにもかかわらず米国議会で規制が可決された酸性雨問題が挙げられた。
文化的に作られた無知や疑念の研究に「無知学（アグノトロジー）」という名を与えたロバート・N・プロクターは、『アメリカン・サイエンティスト』誌で本書が詳細であり巧みに書かれていると評した。プロクターは本書を「作られた無知の歴史」を扱った書籍の系譜に載せた。そこで挙げられた本には、デイヴィッド・マイケルズの Doubt Is Their Product（2008年）、クリス・ムーニーの The Republican War on Science（2009年）、ディヴィッド・ロスネルとジェラルド・マルコウィッツの Deceit and Denial（2002年）、およびプロクター自身の Cancer Wars（1995年）がある。
ロビン・マッキーは『ガーディアン』紙で、冷戦イデオロギー論者の小集団が持っていた影響力を暴いたオレスケスとコンウェイは称賛に値すると書いた。それらの集団は、地球温暖化のような一連の重要な問題について、科学者たちが信頼できる知見を積み上げている間にも、疑念を広めるという戦術によって一般大衆を惑わせたという。マッキーはまた、本書ではすべての参考資料に詳細な注が付けられ、議論は慎重に展開されているとも述べており、「年間ベスト科学書籍の最右翼」とした。
社会学者ライナー・グルントマンは BioSocieties 誌に寄せたレビューで、本書がよく調査されており事実に基づいていることを認める一方で、善悪二分論に拠っていることを批判し、歴史家はより陰影に富んだ記述を行うべきだとした。本書では科学的コンセンサスに対する反主流論者たちや特別利益団体が公衆をミスリードしたことが政策の施行を遅らせた主要因だとされている。グルントマンによれば、そこには公共政策が科学の理解に基づいて作られるという前提があり、したがって著書らには政治過程と知識政策 (knowledge policy) のメカニズムについての基本的な理解が欠けている。本書は科学の（形式的な）特徴を完全に備えているが、グルントマンの見るところでは学術的な著作というより感情的な非難であり、全体として問題が多い書籍である。
サイツが設立したジョージ・C・マーシャル研究所のウィリアム・オキーフとジェフ・キューターは、本書は学術的な著作のように見えるが、生涯にわたってアメリカ国民に多大な貢献をしてきた人々の名声を毀損するものだと述べている。彼らによると本書はそのために、批判対象の誠実さに疑いをかけ、人格を非難し、識見に疑いをかけたという。

## 著者

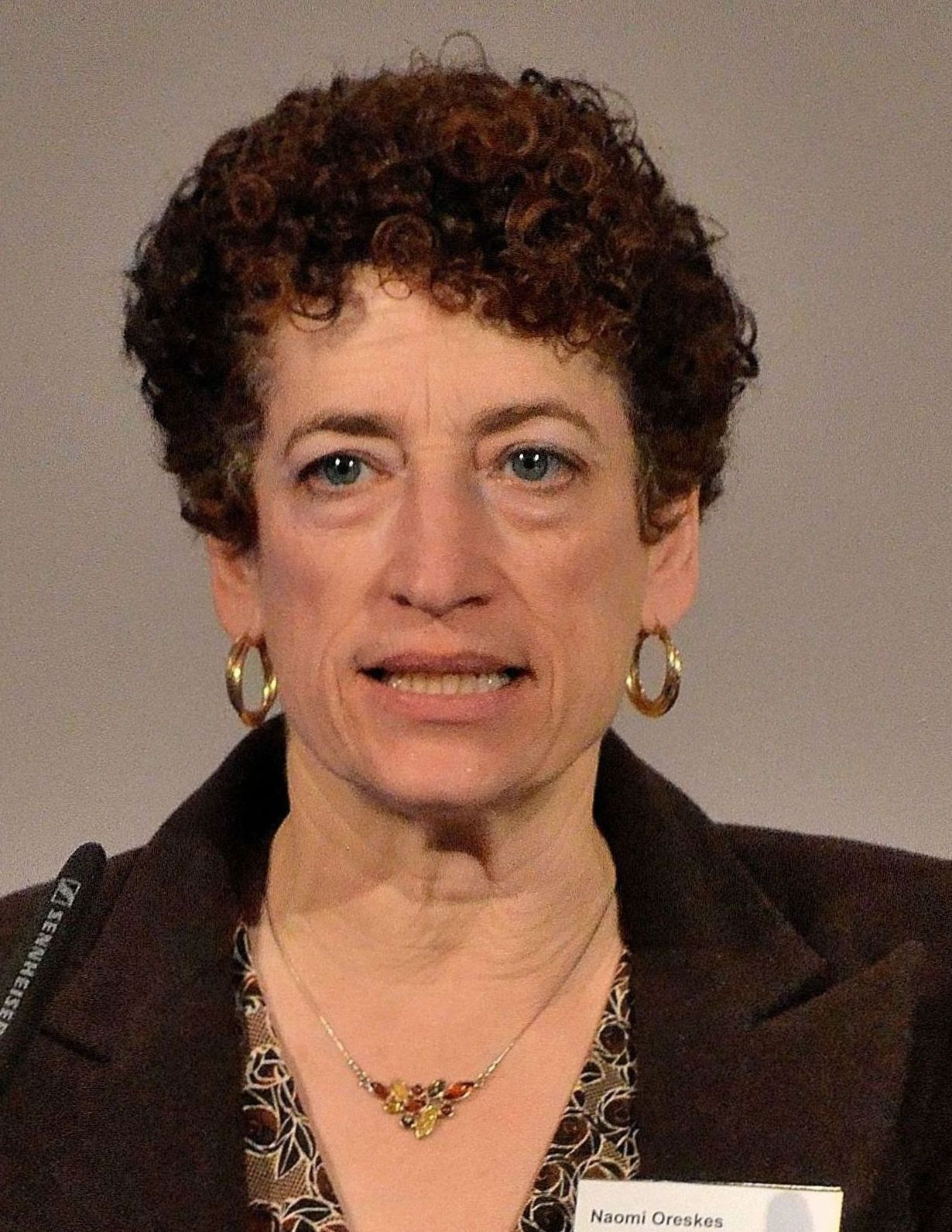
共著者の一人ナオミ・オレスケス（2015年）。

著者の一人ナオミ・オレスケスはハーバード大学に在籍する歴史学と科学論の教授であり、地質学の学位と、地質学研究および科学史の博士号を持っている。オレスケスは2004年に『サイエンス』誌に掲載された論文 "The Science Consensus on Climate Change"（気候変動に関する科学的コンセンサス）で人間活動に由来する地球温暖化が事実だということに科学界から大きな異論はないと書き、注目を集めるようになった。もう一人の著者エリック・M・コンウェイは、パサデナ市カリフォルニア工科大学にあるNASAのジェット推進研究所に所属する歴史家である。

## 類書
- Doubt Is Their Product: How Industry's Assault on Science Threatens Your Health (2008) by David Michaels
- Climate Cover-Up: The Crusade to Deny Global Warming (2009) by James Hoggan and Richard Littlemore
- Climate Change Denial: Heads in the Sand (2011) by Haydn Washington and John Cook